# Mitchel Athletic Complex
O Mitchel Athletic Complex faz parte do complexo Mitchel Field, localizado em Uniondale, Nova York, na Base da Força Aérea de Mitchel, que se encontra desativada. O complexo atlético foi construído em 1984 e renovado em 1997; hospedou eventos de atletismo e futebol durante os Jogos Goodwill de 1998.  O Mitchel Field também abriga o Nassau Coliseum, a Nassau Community College, a Hofstra University, a Lockheed Corporation e o Cradle of Aviation Museum .

## História
Em 2000, o  Mitchel Athletic Complex sediou duas partidas da Lamar Hunt U.S. Open Cup de 2000 . Uma partida da terceira rodada entre o Tampa Bay Mutiny e os MetroStars, agora o New York Red Bulls, da Major League Soccer e uma partida semifinal entre o Miami Fusion e os MetroStars com os MetroStars caindo na semifinal.   Em 2002, o Complexo sediou uma partida das quartas de final da  Lamar Hunt US Open Cup de 2002 entre o Columbus Crew e o MetroStars.  
Mitchel Athletic Complex (também chamado de Mitchel Park e Mitchel Field) foi o lar dos Long Island Lizards of Major League Lacrosse . O jogo All-Star da Major League Lacrosse de 2003 foi realizado em Mitchel. Foi também a casa do New York Power da ex- Women's United Soccer Association . Foi a casa do  Long Island Rough Riders . A capacidade atual é de 10.102.
Um dos hangares do Complexo era o local de treino dos New York Dragons da Arena Football League . A equipe jogou seus jogos no Nassau Veterans Memorial Coliseum, em outra parte do Mitchel Field.
Em 2013, o New York Cosmos abriu uma nova instalação de treino para o time com campos de futebol reformados dentro do grande local.  Desde 2019, o clube manda as suas partidas no complexo. 